# Steven Sotloff
Steven Joel Sotloff (Miami (Florida), 11 mei 1983 – Syrische Woestijn, omstreeks 2 september 2014) was een Amerikaanse journalist die door de islamistische terreurbeweging Islamitische Staat (in Irak en de Levant) (afgekort IS) is onthoofd.

## Levensloop
Sotloff groeide op in het plaatsje Pinecrest in de Amerikaanse staat Florida. Hij studeerde journalistiek aan de University of Central Florida maar behaalde geen graad en studeerde vervolgens aan het Interdisciplinary Center Herzliya in het Israëlische Herzliya.
Als journalist werkte hij voor diverse bladen - waaronder het tijdschrift Time - in het Midden-Oosten. Vanwege het overwegend islamitische karakter van dit gebied werd zijn Joodse achtergrond geheimgehouden. 
Op 4 augustus 2013 werd Sotloff door IS nabij de Noord-Syrische stad Aleppo gevangengenomen en vervolgens gevangengehouden in de Syrische stad Ar-Raqqah. Op 19 augustus 2014 kwam er een video in de openbaarheid waarin de Amerikaanse persfotograaf James Foley werd onthoofd en waarin werd gedreigd dat Sotloff de volgende zou zijn als het Amerikaanse leger zou blijven optreden tegen IS. 
Hierop werd er vrij snel een petitie op Whitehouse.gov (de officiële website van het Amerikaanse Witte Huis) gestart waarin president Barack Obama werd gevraagd Sotloffs leven te redden. Op 27 augustus werd er een video uitgezonden waarin de moeder van Sotloff IS-leider Abu Bakr al-Baghdadi smeekte hem vrij te laten. 
Het mocht allemaal niet baten. Op 2 september 2014 bracht IS een video naar buiten waarin de onthoofding van hem was te zien; als vergelding voor het voortgaande militaire optreden van het Amerikaanse leger. De onthoofding werd uitgevoerd door Mohammed Emwazi, dezelfde man die eerder ook Foley om het leven had gebracht.
Naar aanleiding van zijn onthoofding bezwoer president Obama alles op alles te zetten om IS onschadelijk te maken.